# Istria
Istria (en italiano: Istria, en croata y esloveno: Istra, en alemán: Istrien, en latín y tradicionalmente en castellano: Histria) es la mayor península del mar Adriático. Se encuentra localizada entre el golfo de Trieste y el golfo de Carnaro, en Croacia y Eslovenia.
Desde 1945 está dividida entre Croacia (a cuyo país corresponde la mayor parte), Eslovenia (que tiene en el norte de Istria su única salida al mar) e Italia (que ha mantenido un muy pequeño territorio, casi inmediatamente al sur de Trieste). La prefectura de Istra es la más occidental de Croacia. 
En la península hay importantes ciudades como Pola, Parenzo, Roviño, Pazin, Albona, Montona, Buzet, Buie, Umago y Orsera. También se encuentran en Istria poblaciones menores como Draguć, Roč y Hum. En la región septentrional, en Eslovenia, se encuentran las poblaciones costeras de Pirano, Isola y Capodistria.
Sus principales accidentes geográficos son el Monte Učka (en el noreste), los ríos Dragonja, Mirna, Raša y el fiordo de Lim.
Personajes famosos como Dante, Julio Verne, James Joyce, Robert Koch o Arthur Posnansky han trabajado en esta península o la han descrito o visitado.

## Historia

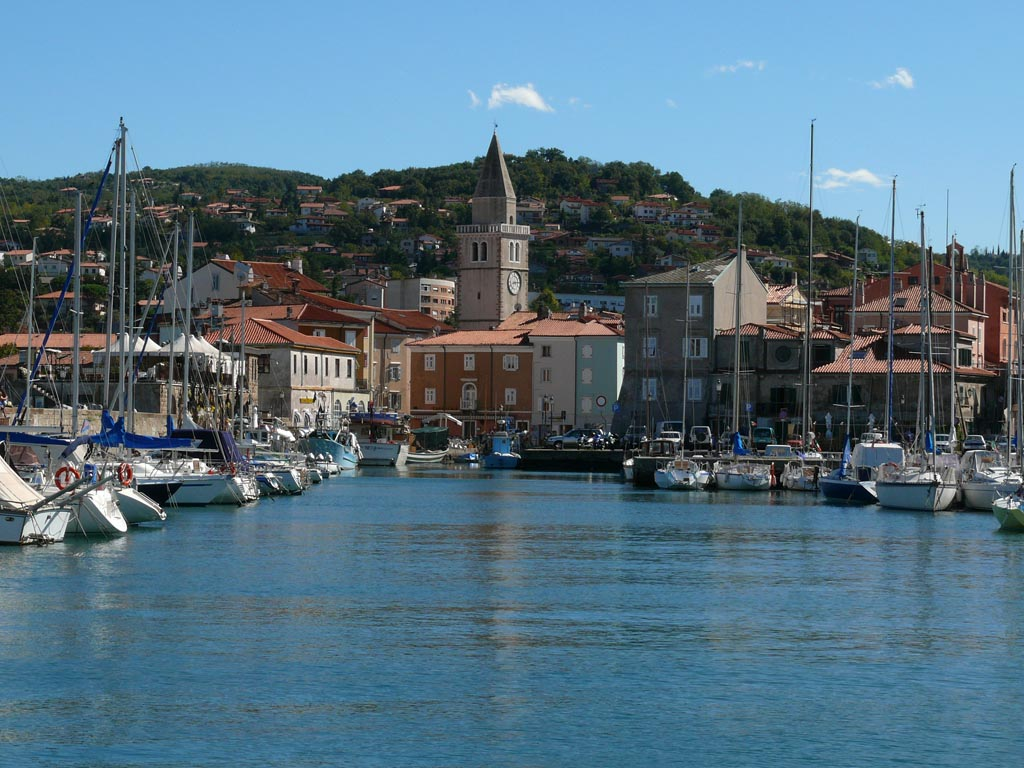
Muggia, cerca de Trieste, es la única ciudad de Italia ubicada en la Istria italiana.

El nombre de Istria viene de los ilirios de la tribu de los Histri, tierra a la cual el geógrafo griego de la antigüedad Estrabón se refirió como una región agradable para vivir. Para los romanos, Histri era una zona habitada por una feroz tribu de piratas ilirios, protegidos por las dificultades que presentaban las costas de la península para su navegación. Soportaron dos campañas militares de los romanos para finalmente caer en batalla en el año 177 a. C. En el siglo IV a. C. llegan los celtas y se mezclan con los Histri. Los celtas crean algunos pueblos, cuyos nombres aún hoy existen.
Algunos eruditos especulan con que los nombres Histri e Istria están relacionados con el Hister conocido latino, o Danubio. Los historiadores locales antiguos divulgaron que el Danubio se dividía en dos o se “bifurcaba” y desembocaba en dos mares, el mar cerca de Trieste, así como en el Mar Negro. La historia de la “bifurcación del Danubio” es parte de la leyenda de los argonautas, que según la leyenda fueron los que fundaron originalmente la ciudad de Pula. El emperador Augusto incluyó Istria en las regiones de Italia y creó allí colonias de veteranos legionarios del sur de Italia para romanizar la región, a lo largo de etapas. Estas colonias fueron el origen de muchos de los pueblos y ciudades de hoy en día, fundadas sobre los mismos asentamientos de los Histri. Esto conllevó que toda la península istria estuviera completamente latinizada en los tiempos del emperador Constantino I el Grande. 
Después de la caída del Imperio romano occidental, la región fue conquistada por los godos, los lombardos, anexionada al reino franco por Pipino III en 789 y después sucesivamente controlada por los duques de Carintia, Meran, Baviera y por el patriarca de Aquilea. A partir del año 1000 la mayor parte de Istria se convirtió en territorio de la República de Venecia. Pasó a los Habsburgo en 1797, invirtiendo este hecho temporalmente Napoleón en 1805-1813, cuando la península fue parte del Reino napoleónico de Italia. 
Antes del año 1000 la lengua de casi toda la población istria era de tipo neolatino, aunque se sabe que existían numerosas comunidades de lengua croata y eslovena hacia el interior. Los eslavos aseguran que llegaron en el siglo VIII. En 1325 se firma el acuerdo llamado "Istarski razvod", documento firmado con base en documentos todavía más antiguos (siglo XII y XIII), sobre límites territoriales internos entre la República de Venecia y los señores feudales, redactado por tres representantes: uno latino, uno alemán y uno croata, lo que confirma la igualdad entre los idiomas y la antigüedad de los registros del idioma croata. No es sólo jurídico y literario, sino también el primer documento diplomático internacional escrito en idioma croata. Y precisamente los nombres en eslavo de los pueblos y ciudades se conocen desde los siglos antes mencionados: XII-XIII. Muchos de los documentos y monumentos de esta época están redactados en glagolítico croata (Alfabeto glagolítico), antiguo eslavo eclesiástico, siendo la manera que tenía la población eslava de que se le permitiera seguir utilizando su idioma, de manera escrita.  
A finales del Renacimiento la población eslava (gracias a su mayor fertilidad) ya alcanzaba casi el 40% del total. 
En el breve periodo napoleónico del Reino de Italia (1805-1809), el académico Bartoli escribió que la lengua italiana era la oficial y era hablada (como dialecto veneciano) por casi dos tercios de los habitantes de la península istriana, al sur de la línea geográfica Trieste-Fiume (Rijeka). 
El régimen austríaco organizó un Reino de Iliria entre 1816 y 1846, del cual Istria era provincia, con capital en Roviño.  Istria incluía una amplia población de italianos, croatas, eslovenos, algún istro-romano y serbios. En 1910 (después de que los gobiernos austríacos favorecieron la colectividad eslava en contra de la italiana, a causa del Risorgimento italiano), la composición étnica y lingüística estaba equilibrada entre italianos y eslavos en la península istria al sur de la línea Trieste-Fiume.

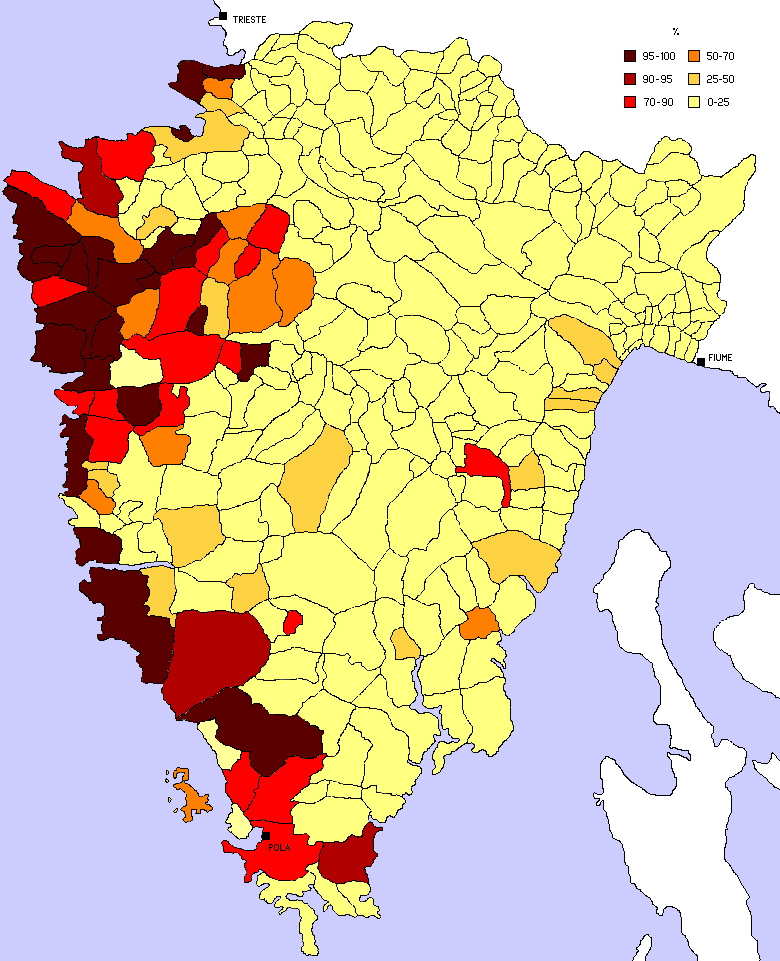
Distribución de los italohablantes de Istria, según el censo de 1910.

Según los resultados del censo austríaco de 1910, de los 404.309 habitantes de Istria (y áreas vecinas al norte de la línea Trieste-Fiume (Rijeka), no pertenecientes a la península istria), 168.116 (el 41,6%) hablaban croata o serbio, italiano 147.416 (el 36,5%), esloveno 55.365 (el 13,7%), alemán 13.279 (el 3,3%), rumano 882 (el 0,2%, conocido como dialecto istrorrumano), 2.116 (el 0,5%) otros idiomas, y 17.135 (el 4,2%) no habían indicado su lengua materna. 
Durante la época de la dinastía de los Habsburgo, la costa de Istria se benefició del turismo dentro del imperio. 
En la segunda mitad del siglo XIX, un choque ideológico entre fuerzas italianas y eslovenas (y croatas), resultó en un conflicto entre las etnias más numerosas, ya que los habitantes de las ciudades de Istria y de la costa istriana eran en su mayoría italianos, mientras que en el interior de la parte norte de Istria la mayoría eran eslavos.

### Istria italiana
Istria fue una de las razones por las que lucharon los "irredentistas" italianos, del movimiento político Italia irredenta, para que Italia entrara en la "Gran Guerra" en 1915.
Tras la victoria italiana en la Primera Guerra Mundial, Istria pasó de los Habsburgo austríacos al gobierno de Italia. Istria perteneció al Reino de Italia desde 1918 hasta el tratado de paz de 1947. Durante el Fascismo, que trató de asimilar a la población eslava, la península istriana sufrió las consecuencias del régimen italiano, produciendo precisamente una italianización forzada de los nombres de los pueblos y de los apellidos eslavos.Tras la caída del imperio napoleónico fue incorporada por Austria. Después de la I Guerra Mundial, Italia incorporó Istria, Zara y las islas del norte de Dalmacia (Cherso, Lussino y Lagosta), mientras que Yugoslavia se anexionó el resto. Italia (durante la II Guerra Mundial) conquistó la mayor parte de Dalmacia en 1941, creando el italiano Gobiernatorado de Dalmacia, que duró hasta septiembre de 1943 cuando Italia se rindió a los Aliados.
Durante la ocupación fascista comenzó una limpieza étnica, con la italianización forzada de nombres, apellidos y toponimia de debido a estas medidas, varias etnias fueron obligadas a abandonar sus hogares como la comunidad esclava de más de 120 000 personas, los griegos de 20.000 así como Montenegrinos y albaneses. A partir de las leyes raciales esa persecución se agudiza el 18 de julio de 1942 fueron asesinados eslavos, croatas, judíos, otras minorías y partisanos.
La posterior ocupación nazi durante la Segunda Guerra Mundial empeoró la tradicional tolerancia de las relaciones étnicas.
En 1947, tras el final de la Segunda Guerra Mundial, la casi totalidad de la península de Istria formó parte de la Zona B del Territorio libre de Trieste.  
En octubre de 1954, momento en que se firmó el Memorándum de Londres, se acordó la disolución del Territorio y otorgar la jurisdicción de la península de Istria al estado yugoslavo. Muggia, localizada en el rincón noroeste, es la única ciudad italiana situada en la península.
Siendo pobladas por croatas, eslovenos y un pequeño número de otras nacionalidades como serbios, montenegrinos y albaneses. En el pequeño pueblo de Peroj es el único lugar donde se habla el idioma montenegrino original. La población del condado era de 206 344 habitantes en 2001. Su centro administrativo es la ciudad de Pazin.
Actualmente quedan en Istria 52.000 personas que se declaran de nacionalidad italiana. Según el Ethnologue los hablantes del italiano en Istria son cerca de 70.000, debido a la igualdad idiomática.[cita requerida]

## Istria contemporánea
En la nueva república federal de Yugoslavia, Istria fue dividida entre las repúblicas de Croacia y de Eslovenia (excepto la pequeña ciudad de Muggia, que continuó siendo italiana). Tras la disolución de Yugoslavia en 1991, esta subdivisión administrativa se convirtió en una frontera entre estados independientes, respetando la historia croata y eslovena. Desde las primeras elecciones multipartitas de Croacia en 1990, el partido regional Asamblea Democrática de Istria (Istarski Demokratski Sabor o Dieta Democrática Istria, de orientación comunista) ha recibido la mayoría absoluta de los votos con regularidad y ha mantenido, a menudo, una posición contraria al gobierno nacionalista de Zagreb con respeto a su autonomía regional. Tales circunstancias han favorecido también el renacimiento de la identidad istriana en la región. 
Hay una tradición de tolerancia entre las diferentes nacionalidades que han vivido ahí, y a pesar de que hoy muchos istrianos son de etnia croata, ha existido durante años una fuerte identidad regional. 
La palabra croata para los istrianos es Istrani (pero es Istrijani en dialecto čakaviano). El mismo término Istrani es también usado en Eslovenia. Actualmente la minoría italiana es pequeña, pero el condado istriano de Croacia es bilingüe, como lo son partes de la Istria eslovena.

## Etnias
Como en muchas otras regiones de la antigua Yugoslavia, el concepto común sobre etnicidad y nacionalidad fracasa cuando se aplica a Istria. Las discusiones sobre las etnicidades istrianas a menudo usan las palabras "italiano", "croata" y "esloveno" para describir al pueblo istriano. 
Por ejemplo, la palabra "italiano" puede referirse tanto a un descendiente de inmigrantes de Sicilia durante la época de Mussolini, como a los hablantes autóctonos del idioma veneciano, cuyos antecedentes se retrotraen al principio de la República Veneciana o a la época romana. Puede también referirse a los eslavos istrianos que adoptaron la apariencia de cultura italiana cuando se trasladaron de las zonas rurales a las urbanas.
De la misma manera, los poderes nacionales afirman que los eslavos istrianos según su lengua local, tanto los hablantes del dialecto čakavski y del štokavski —dialectos del croata— son considerados croatas, mientras que los hablantes del idioma esloveno son considerados eslovenos.
Muchos istrianos se consideran ellos mismos simplemente istrianos, sin afiliación nacional adicional. Otros, en cambio, se consideran ciudadanos de Croacia, Eslovenia o Italia.

## Lugares de interés
- Iglesia de Santa María de las rocas, en la región de Istria perteneciente a Croacia.
- Anfiteatro romano de Pula, en magnífico estado de conservación.
- Basílica Eufrásica de Porec, con destacables mosaicos bizantinos en su ábside .
- Iglesia y campanario de Sta. Eufemia en Rovinj.

## Galería

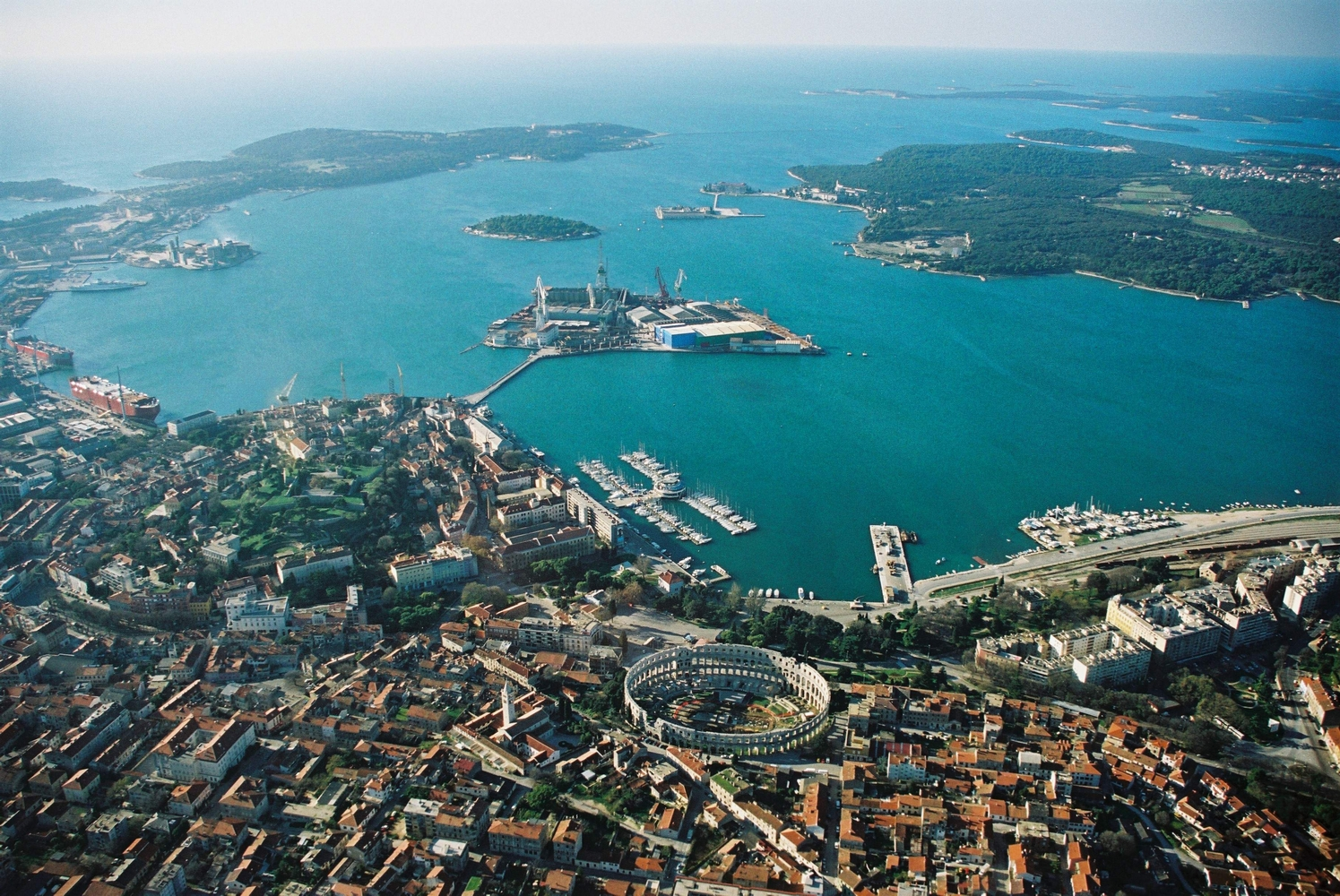
Imagen aérea de Pola
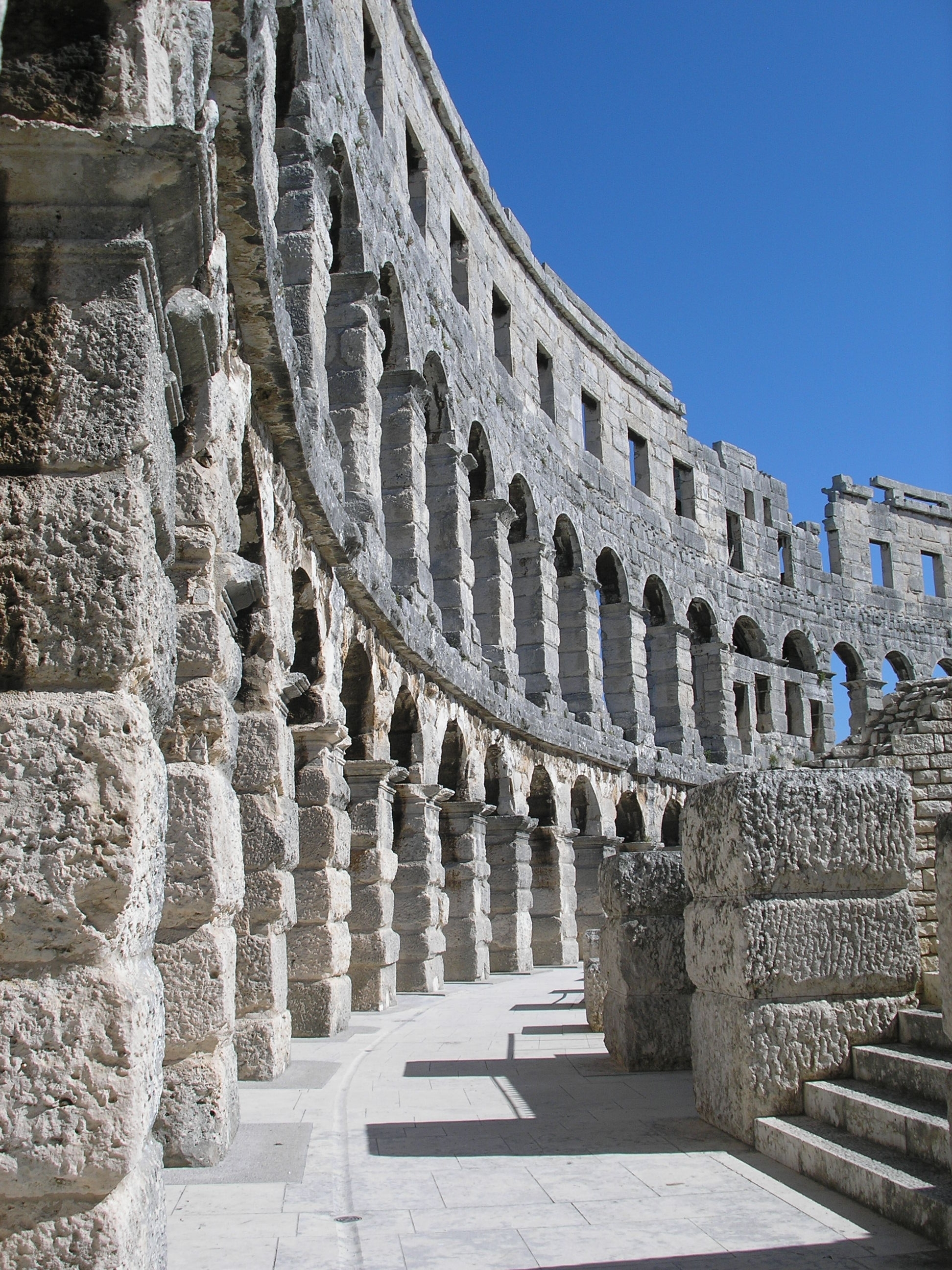
Arena del Forum de Pola
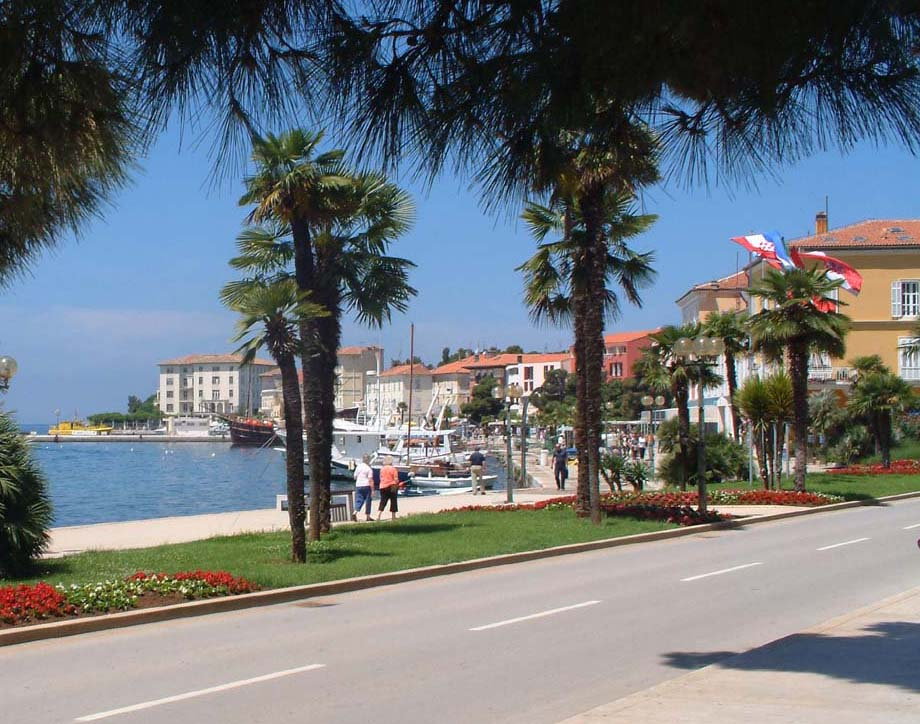
El paseo (riva) de Poreč
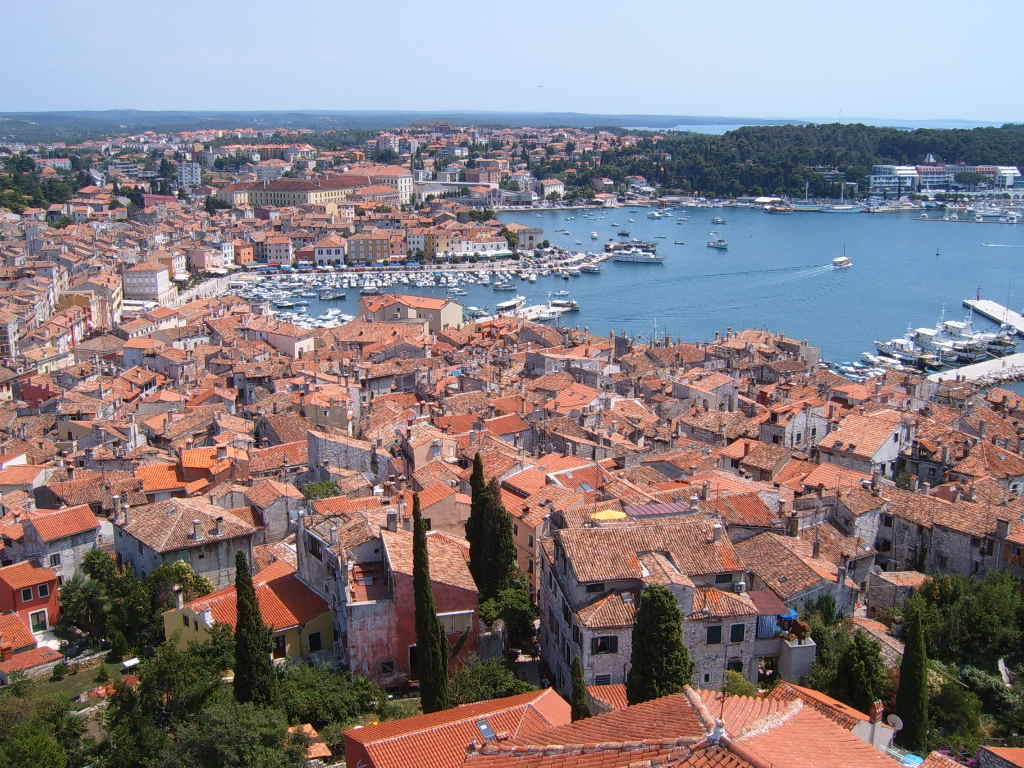
Roviño, vista desde el Campanario de la iglesia de Santa Eufemia
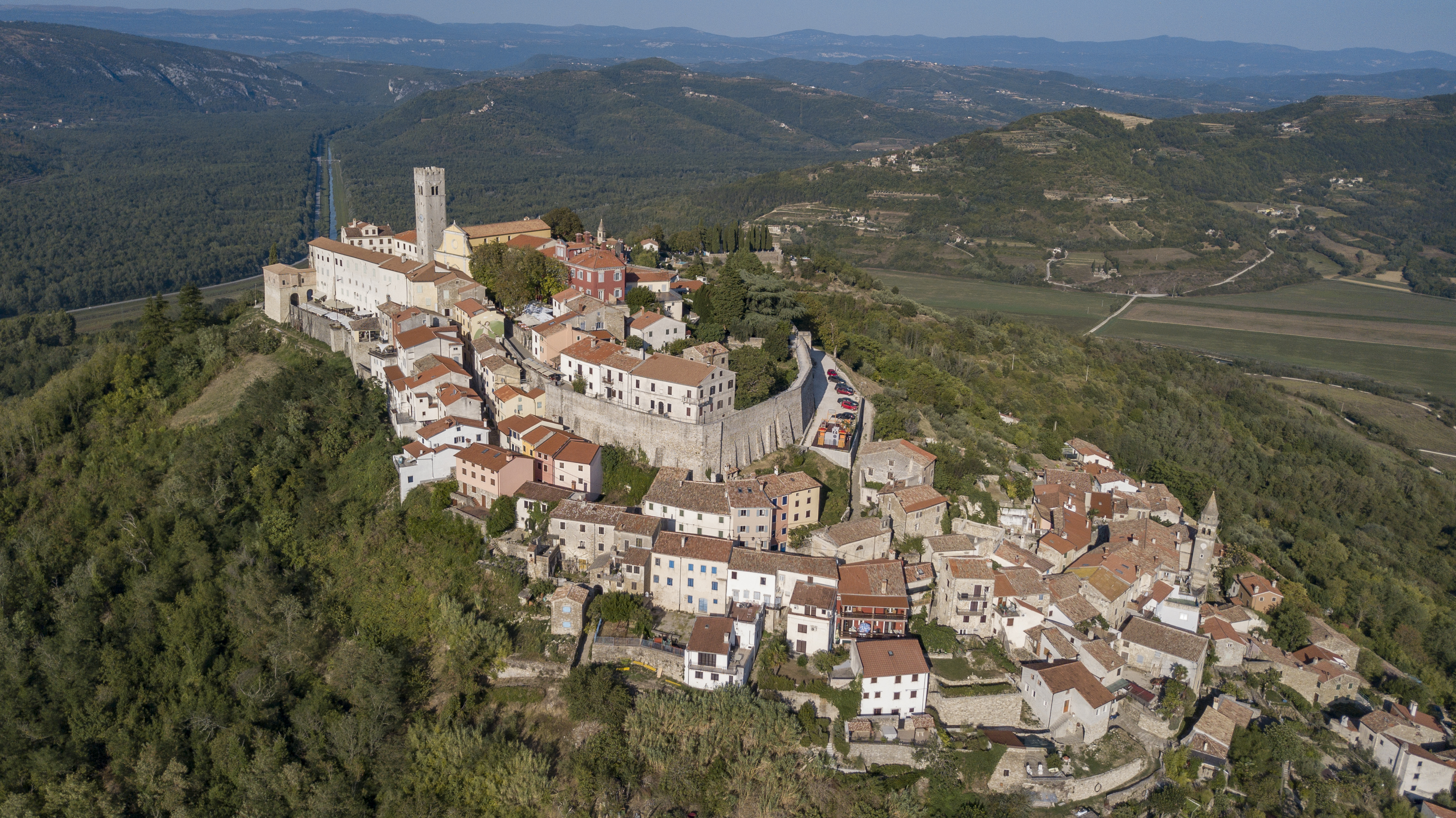
Motovun
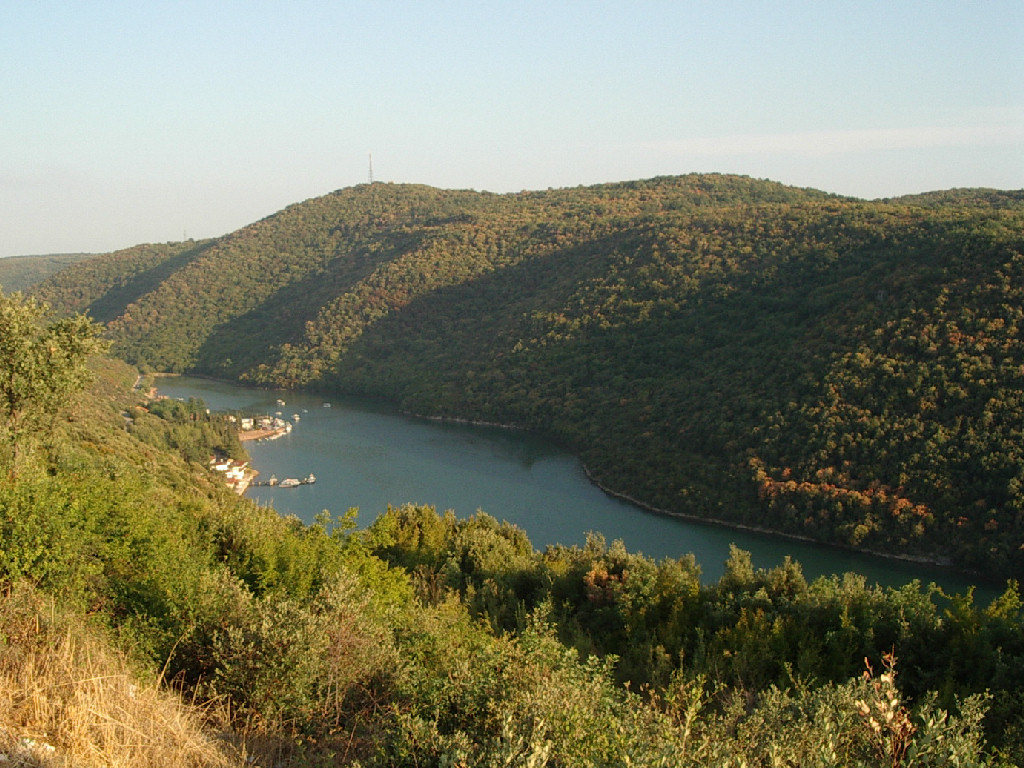
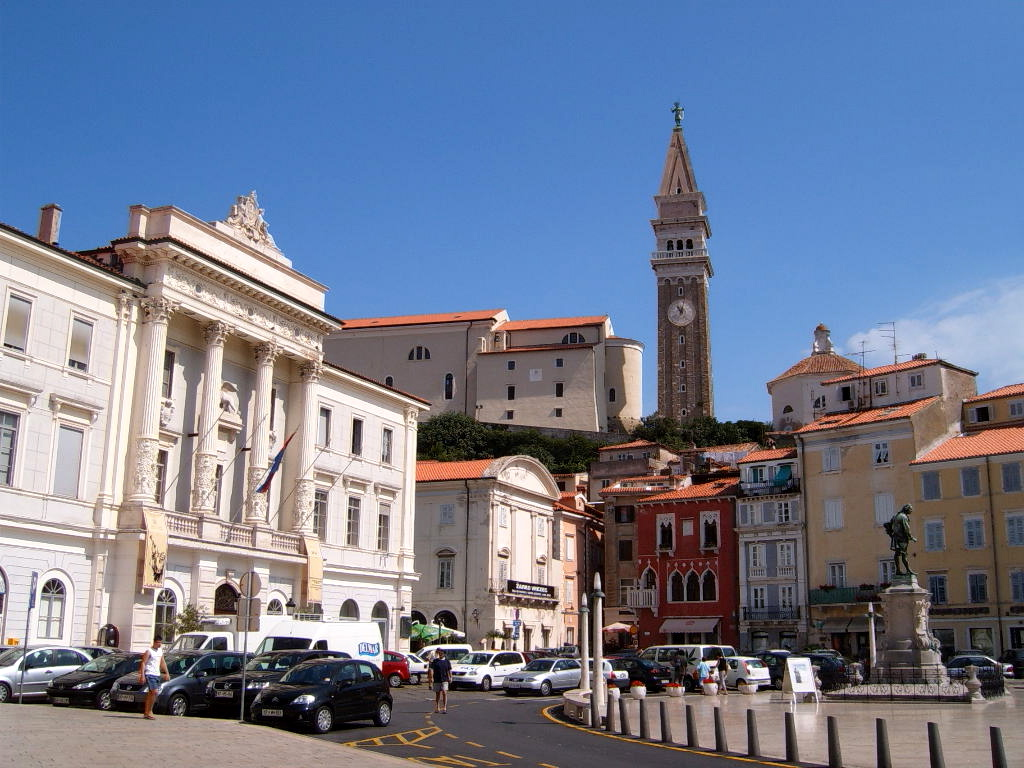
Centro de la ciudad de Pirán con la plaza Tartini
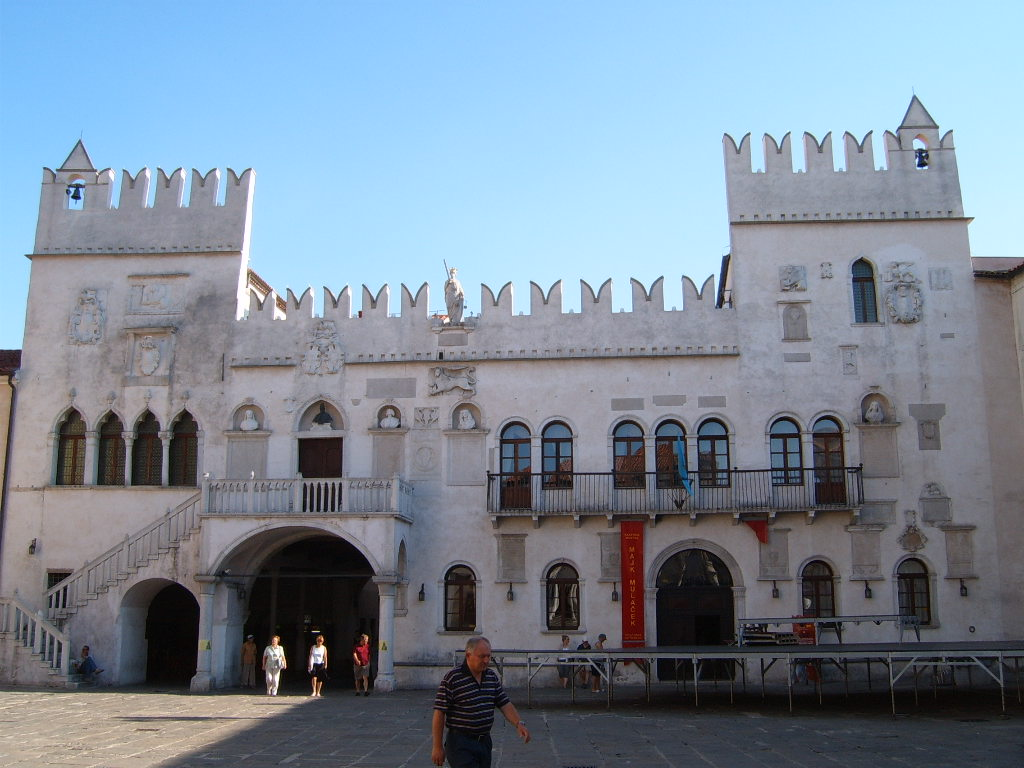
Palacio pretoriano de Koper